# Манулик, Наталья Александровна
Наталья Александровна Манулик (род. 26 апреля 1980, Остафьево, Московская область) — российская певица (сопрано); заслуженная артистка Республики Дагестан (2017), заслуженная артистка Республики Хакасия (2013), солистка центрального военного оркестра Министерства обороны Российской Федерации (с 2007-2021), солистка Подольской филармонии (с 2021)

## Биография
Родилась 26 апреля 1980 года в Остафьево Московской области.
В 1994 году окончила Щаповскую детскую школу искусств.
С 1995 по 1999 год обучалась в Московском областном музыкальном училище имени С. С. Прокофьева по специальности «Дирижёр хора».
С 2000 по 2007 год — солистка и художественный руководитель Щаповского органного зала.
В 2005 году с отличием окончила Российскую академию музыки имени Гнесиных по специальности «Вокальное искусство. Академическое пение»
После знакомства с начальником Военно-оркестровой службы Вооружённых сил Российской Федерации, главным военным дирижёром, генерал-лейтенантом, Членом Союза композиторов России, Народным артистом Российской Федерации Валерием Михайловичем Халиловым, с 2007 года является солисткой Центрального военного оркестра Министерства обороны Российской Федерации.
15 декабря 2019 года состоялся сольный концерт певицы в Кремле (Дипломатический Зал) Звезды Романсиады в Кремле. Концертная программа «Под чарующей лаской твоею».

## Награды
- Приз «Зрительских симпатий» на V Всероссийском открытом конкурсе молодых исполнителей русского романса «Романсиада — 2001».
- Лауреат 1-й премии Фестиваля юных дарований «Таланты Нового Века» (2002).
- Лауреат 1-й премии 1-го областного конкурса вокалистов им. А. А. Алябьева (2004).
- Лауреат II премии Международного конкурса исполнителей русского романса имени И.Юрьевой (2010, Таллин)
- Лауреат III премии Всероссийского конкурса исполнителей старинного русского романса «Романса голос осенний» (2012)
- Заслуженная артистка Республики Хакасия (2013)[4]
- Лауреат III премии categoria e con punti 84/100 (сольное академическое пение) V CONCORTO MUSICALE CITTA DI FILADELFIA . PREMIO SPECIALE «PAOLO SERRAO» (2013, Филадельфия, Италия)
- Заслуженная артистка Республики Дагестан (4 мая 2017, Указ главы Республики Дагестан[5])
- Диплом за участие в Параде духовых оркестров России «Первый салют Победы» (2018)
- Диплом Министерства культуры Тульской области. Участник II Всероссийского фестиваля духовых оркестров «Фанфары тульского Кремля» (2018).
- Лауреат I премии Московского международного конкурса исполнителей русского романса «Большая Романсиада 2019» (апрель 2019)[6].